# Státní znak Svazijska
Státní znak Svazijska je tvořen modrým štítem, na kterém je položen (ve svislé poloze) černo-bílý válečný štít emasočského pluku, vyrobený z volské kůže, bílou částí nahoru. Na štítu jsou čtyři šestice (obrázek neodpovídá zdroji) kožených řemínků v černé nebo bílé barvě (vždy v protikladu s podkladem). Kožené řemínky zabraňují nepřátelským šípům v odrážení, takže se dají opakovaně použít. V dolní, černé části štítu je položen heraldicky vpravo okrasný, modrý třapec (tinjobo) z ptačího peří vidy kohoutí nebo turaka (na obrázku chybí). Za štítem je uprostřed bojová hůl Zulů se stejnými modrými třapci na obou koncích (na obrázku černo-bílé) a vedle ní dvě kopí s hroty v přirozených barvách, obrácených vzhůru. Na štítu (velkém) je položena kožešinová pokrývka hlavy emasočského pluku, ozdobená dvěma zelenými ptačími pery. Pokrývka hlavy bývá někdy zobrazena jako zlato-modrá točenice. Štítonoši jsou lev (heraldicky vpravo) a slon (na opačné straně). Pod štítem je stříbrná, dvakrát přeložená stuha s černým nápisem SIYINQABA (česky Jsme pevnost).
Štítonoši představují krále, jehož domorodý titul je Ngwenyama (lev) a jeho matku Ndlovukatli (velká slonice), která ho v nepřítomnosti zastupuje (diarchie).

## Historie
25. dubna 1967 získalo Svazijsko omezenou samosprávu s názvem Chráněný stát Svazijsko, se statutem státu pod ochranou Spojeného království. V této souvislosti byla poprvé vyvěšena první svazijská vlajka, která byla inspirována praporem emasočského pluku, svazijské vojenské jednotky z roku 1941, která byla za II. světové války v britských službách. Státní znak Svazijska byl schválen králem Sobhuzou II. a zaveden až 30. dubna 1968, ale ještě před vyhlášením plné nezávislosti 6. září 1968. Užívá se i po přejmenování země na Království eSwatini (česky země Svaziů) 19. dubna 2018.